# Cang Jie
Pour les articles homonymes, voir Cangjie (homonymie).

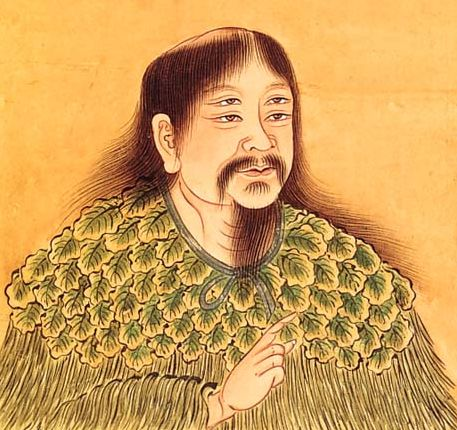
Cang Jie représenté avec les quatre yeux que lui prête la tradition ; la collerette de feuilles signale qu’il vivait dans la haute Antiquité.

Cang Jie (chinois simplifié : 仓颉 ; chinois traditionnel : 倉頡 ; pinyin : Cāngjié ; Wade : Ts'ang¹-chieh² ; cantonais Jyutping : Cong¹ Kit³) est selon la tradition chinoise un ministre de l’Empereur jaune (c. 2750 av. J.-C.) qui inventa les caractères chinois. Il est décrit par Wang Chong comme ayant quatre yeux lui permettant de voir les secrets du ciel et de la terre. Il aurait eu aussi des pupilles doubles, comme les souverains mythiques Yu et Shun et le puissant duc Wen de Jin.
Cang Jie était connu comme l’inventeur des caractères dès les Royaumes combattants car ce fait est mentionné dans les Annales de Lü, le Hanfeizi et le Huainanzi. Selon ce dernier ouvrage, « Quand Cang Jie inventa les caractères, le Ciel fit pleuvoir du millet et les esprits mauvais pleurèrent dans la nuit. ». Selon Xun Zi, nombreux étaient autrefois ceux qui connaissaient l’écriture, mais Cang Jie est celui qui l’a transmise après l’avoir systématisée.

## Légende

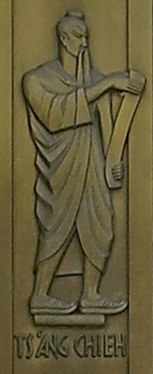
Lee Lawrie, Cangjie, bronze (1939), Library of Congress John Adams Building, Washington, D.C.

Une version de la légende de Cang Jie raconte que l’Empereur jaune lui commanda d’inventer un système d’écriture juste après qu’il eut unifié son domaine, pour remplacer le système de notation par cordes nouées. Il s’installa près d’une rivière et resta longtemps sans résultat. Un jour, un phénix laissa tomber devant lui une motte de terre durcie portant l’empreinte d’un sabot. Justement, un chasseur arrivait sur le chemin et Cang Jie lui demanda s’il reconnaissait l’animal. « C’est un pixiu. » répondit sans hésiter le chasseur. Ce fut pour Cang Jie une révélation. Il observa chaque chose et conçut pour la désigner une marque immédiatement reconnaissable. L’Empereur jaune, éminemment satisfait, fit promulguer l’usage de son écriture dans tout le pays et lui fit élever un temple au bord de la rivière à l’emplacement de son lieu de travail.

## Sites consacrés à Cang Jie
Plusieurs lieux en Chine revendiquent l'inventeur de l'écriture et possèdent un tombeau ou un temple de Cang Jie, ou un site qui serait celui où il créa les caractères : Shouguang au Shandong, Kaifeng et Nanle au Henan, Baishui et Chang'an au Shaanxi.

## Autres
- Une méthode d'entrée (ou IME) en informatique des caractères chinois fondée sur la saisie de leurs différentes parties graphiques porte son nom.
- Une roche de Mars observée lors du passage de Spirit a également reçu son nom[7].
- Le Livre de Cang Jie (Cangjie pian 仓颉篇) était un recueil de caractères petit sceau destiné à l’unification de l’écriture au début de la dynastie Qin. Composé, selon la tradition, par Li Si sur ordre de Qin Shi Huang, il disparut sous la dynastie Tang, mais des fragments contenus dans d'autres textes ont permis de le reconstituer approximativement [8].
- L'histoire de Cang Jie est contée dans l'ouvrage de Chen Shouzhi 陈守智 intitulé 仓颉造字 , traduit en français par Grégory Mardaga sous le titre "Cang Jie, l'inventeur de l'écriture chinoise", éditions Pacifica, 2019).